# WTA Doubles Championships
WTA Doubles Championships – nierozgrywany tenisowy turniej kobiet organizowany corocznie w latach 1975–1997 w terminie od marca do maja. Awans do niego uzyskiwało osiem czołowych par deblowych w danym roku. Turniej został powołany w 1975 roku, ze względu na usunięcie rozgrywek deblowych z turnieju Mistrzyń. Mimo przywrócenia ich w 1979 roku, Mistrzostwa Deblowe WTA były rozgrywane dalej i wpisały się na długie lata do kalendarza WTA Tour.

## Historia nazw turnieju
| Rok  | Rok  | Nazwa                                  |
| 1975 | 1987 | Bridgestone Doubles Championships      |
|      | 1988 | World Doubles Championships            |
|      | 1989 | VS International Doubles Championships |
|      | 1990 | World Doubles Championships            |
| 1991 | 1994 | Light ‘n’ Lively Doubles Championships |
| 1995 | 1997 | World Doubles Cup                      |

## Mecze finałowe
| Rok  | Miejsce        | Mistrzynie                                | Finalistki                               | Wynik               |
| 1997 | Edynburg       | Nicole Arendt Manon Bollegraf             | Rachel McQuillan Nana Miyagi             | 6:1, 3:6, 7:5       |
| 1996 | Edynburg       | Nicole Arendt Manon Bollegraf             | Gigi Fernández Natalla Zwierawa          | 6:3, 2:6, 7:6(6)    |
| 1995 | Edynburg       | Meredith McGrath Łarysa Neiland           | Manon Bollegraf Rennae Stubbs            | 6:2, 7:6(2)         |
| 1994 | Wesley Chapel  | Jana Novotná Arantxa Sánchez Vicario      | Gigi Fernández Natalla Zwierawa          | 6:2, 7:5            |
| 1993 | Wesley Chapel  | Gigi Fernández Natalla Zwierawa           | Arantxa Sánchez Vicario Łarysa Neiland   | 7:5, 6:3            |
| 1992 | Wesley Chapel  | Jana Novotná Łarysa Neiland               | Arantxa Sánchez Vicario Natalla Zwierawa | 6:4, 6:2            |
| 1991 | Tarpon Springs | Gigi Fernández Helena Suková              | Łarysa Neiland Natalla Zwierawa          | 4:6, 6:4, 7:6(3)    |
| 1990 | Orlando        | Łarysa Sawczenko-Neiland Natalla Zwierawa | Manon Bollegraf Meredith McGrath         | 6:4, 6:1            |
| 1989 | Tokio          | Gigi Fernández Robin White                | Elizabeth Smylie Wendy Turnbull          | 6:2, 6:2            |
| 1988 | Tokio          | Katrina Adams Zina Garrison               | Gigi Fernández Robin White               | 7:5, 7:5            |
| 1987 | Tokio          | Claudia Kohde-Kilsch Helena Suková        | Elise Burgin Pam Shriver                 | 6:1, 7:6(5)         |
| 1986 | Nashville      | Barbara Potter Pam Shriver                | Kathy Jordan Elizabeth Smylie            | 6:4, 6:3            |
| 1985 | Tokio          | Kathy Jordan Elizabeth Smylie             | Betsy Nagelsen Anne White                | 4:6, 7:5, 6:2       |
| 1984 | Tokio          | Ann Kiyomura Pam Shriver                  | Barbara Jordan Elizabeth Sayers          | 6:3, 6:7(7), 6:3    |
| 1983 | Tokio          | Billie Jean King Sharon Walsh             | Kathy Jordan Anne Smith                  | 6:1, 6:1            |
| 1982 | Fort Worth     | Martina Navrátilová Pam Shriver           | Kathy Jordan Anne Smith                  | 7:5, 6:3            |
| 1981 | Tokio          | Sue Barker Ann Kiyomura                   | Barbara Potter Sharon Walsh              | 7:5, 6:2            |
| 1980 | Tokio          | Billie Jean King Martina Navrátilová      | Sue Barker Ann Kiyomura                  | 7:5, 6:3            |
| 1979 | Tokio          | Françoise Durr Betty Stöve                | Sue Barker Ann Kiyomura                  | 7:5, 7:6(7)         |
| 1978 | Salt Lake City | Billie Jean King Martina Navrátilová      | Françoise Durr Virginia Wade             | 6:4, 6:4            |
| 1977 | Tokio          | Martina Navrátilová Betty Stöve           | Françoise Durr Virginia Wade             | 7:5, 6:3            |
| 1976 | Tokio          | Billie Jean King Betty Stöve              | Mona Guerrant Ann Kiyomura               | 6:3, 6:2            |
| 1975 | Tokio          | Margaret Court Virginia Wade              | Rosie Casals Billie Jean King            | 6:7(2), 7:6(2), 6:2 |